# سلطعوني الجسم
سلطعوني الجسم (الاسم العلمي: Carcinosoma) (يعني "جسم السلطعون")، جنس من عريضات الأجنحة، وهي مجموعة منقرضة من مفصليات الأرجل المائية. تقتصر مستحثات سلطعوني الجسم على رواسب العصر السيلوري المتأخر (من اللاندوفري (السيلوري) المتأخر إلى أوائل بريدولي). يشتمل سلطعوني الجسم، المصنف جزءًا من فصيلة سلطعونيات الجسم، الذي سُميت الفصيله عليه، على سبعة أنواع من أمريكا الشمالية وبريطانيا العظمى.